# Циклоп Трамп
Циклоп Трамп (англ. Trump Cyclops) — эпизодический персонаж из мультсериала «Озорные анимашки» (2020), гигантский циклоп.

## Появление
Появляется единственный раз во втором эпизоде в сегменте Warners Unbound, где Якко, Вакко и Дот — греческие боги, которые спускаются с горы Олимп на золотом эскалаторе, чтобы отдохнуть на тропическом острове, но их преследует «великий герой» Одиссей.
После того, как Одиссей подвергся испытаниям со стороны богов Уорнеров, не сокрушив его, Якко решил отправить его на остров с гигантским оранжевым циклопом, внешность и манера которого очевидно скопированы с бывшего президента США Дональда Трампа. К Одиссею приходит циклоп и спрашивает: «Что это за неудачник?». Одиссей заявил, что он — царь Итаки, и в ответ на это циклоп сказал: «Я понял. Постоянно кто-то приплывает на мой остров, потому что это очень, очень красивый остров. Буквально самый лучший остров на свете». После того, как Одиссей сказал, что остров хороший, циклоп далее говорит: «Я очень богат, у меня великий мозг и два очень чудесных глаза, которыми я всё вижу очень хорошо. А тебя я буду звать „карманный человечек“». Затем он берёт Одиссея в руки и говорит, что тот будет его новой мочалкой, чтобы «отшелушивать мою прекрасную кожу с очень натуральным загаром». Одиссей, потираемый под соском циклопа, наконец ломается и слёзно умоляет Уорнеров убрать «этот сморщенный цирковой арахис». Дот сказала Вакко «смыть» Одиссея на Итаку. Затем Якко решает избавиться и от Трампа, но Дот напоминает ему, что «в наши дела вмешались римские боги и сделали его полубогом… или правильное слово „демагог“?», подмигнув зрителю в конце.

## Оценки
Циклоп Трамп появился в первом трейлере «Озорных анимашек» от Hulu. Бритт Хейс из The A.V. Club написал, что трейлер показывает циклопа Трампа, который, «по общему признанию, довольно дурацкий», а Луи Чилтон из The Independent написал, что ребут выпустил «„идеальный“ первый трейлер с почти обнажённым камео Трампа». Бен Ярдли из United Squid отметил «суровый» контраст между тем, как был изображен Билл Клинтон в оригинальном сериале и тем, как Дональд Трамп изображён в том, что «является карикатурой на него как на отвратительного монстра-циклопа».
Морис Ламарш озвучил циклопа Трампа, попытавшись скопировать манеру речи политика, и заявил в одном из интервью следующее: «Детям это может показаться забавным, у него странный загар и всё такое. Но взрослые получают словесный юмор и осечки, эгоцентризм. При написании [сценария к] шоу в 2018 году мы не знали ничего из того, что произойдет в конце срока Трампа, поэтому мы действительно высмеиваем его эго. Это не позволяет нам быть такими же своевременными, как „Южный Парк“, например, но всё же».
Роб Полсен, озвучивший Якко, отзывается о роли Трампа в мультсериале следующим образом: «Дональд Трамп с точки зрения материала, с которым люди могут хорошо провести время, — это бездонная яма. У меня, конечно, есть свои политические идеи и взгляды на его президентство, но с точки зрения того, что доступно нам, и не только нам, он — подарок, который продолжает дарить».
Сцена с циклопом вызвала споры, поскольку персонаж говорил о том, какой у него лучший остров и как все хотят на него попасть. Однако в действительности циклоп Трамп находится лишь один на острове и, по мнению издания Patriot Press, хочет казаться больше, чем он есть, и именно поэтому носит рваную одежду и утверждает, что он богат.